# ジャッキー吉川とブルー・コメッツ
ジャッキー吉川とブルー・コメッツ（ジャッキーよしかわとブルー・コメッツ、Jackey Yoshikawa & His Blue Comets）は、日本のバンドで1960年代に一世を風靡したグループ・サウンズの1つ。1957年に結成されたロックコンボが母体。グループ名の由来は「どの星よりも光り輝く彗星のように」である。当時の所属芸能事務所は大橋プロダクション（渡辺プロダクションと業務提携）。21世紀の所属事務所はオフィス・アタック。略称は「ブルコメ」が定着しているが、公式では「コメッツ」を用いている。なお、ステージ用の衣装スーツは紳士服メーカー「エドワーズ」の特別製を着用していた。

## メンバー
「ジャッキー吉川とニューブルーコメッツ」のメンバーを含む（正式な加入脱退時期は不明）。
- 大橋道二 ベース：1957年 - 1962年
- ジャッキー吉川 ドラムス：1958年 - 2020年（2020年死去）
- 高橋健二 ベース、ボーカル：1962年 - 1963年、1965年 - 1972年、2002年 - 2021年（2021年死去）
- 三原綱木 ギター、ボーカル：1964年 - 1972年、2002年 -
- 井上忠夫（井上大輔）フルート、サックス、ボーカル：1963年 - 1972年（2000年死去）
- 小田啓義 オルガン、キーボード、ボーカル：1961年、1964年 - 1984年、2002年 -
- 江藤勲 ベース：1963年 - 1965年（2015年死去）
- ヒロ池ヶ谷 ドラムス：1972年 - 1977年
- 白鳥健二 ベース、ボーカル：1972年 - 1977年
- 姫神じゅん ギター、ボーカル：1972年 - 1977年
- 山根宮子 キーボード、ボーカル：1972年 - 1977年
- 佐伯芳江 キーボード、ボーカル：1972年 - 1977年
- 山瀬聡 ボーカル：1977年 - 1980年
- 金崎タミキ ベース、ボーカル：1977年 - 1984年
- 早見タロー ギター、ボーカル：1977年 - 1984年
- 渡辺トオル サックス、フルート、ボーカル：1977年 - 1984年
- 上瀧洋之 ボーカル：1984年 - 2002年
- 平石友実 ベース：1984年 - 2002年
- 森本博夫 ギター：1984年 - 2002年
- 中野誠 キーボード：1984年 - 2002年
- 高橋毅 ボーカル
- 土井立庭 ギター
- 岸明樹 キーボード
- 白川博朋 ベース
- 安田一平 ギター

## 略歴
ジャッキー吉川とブルー・コメッツの前身であり母体であるブルー・コメッツは、1957年9月、大橋道二、ロジェ滋野(男爵滋野清武とフランス人妻との子)ら米軍キャンプ回りのバンドマンを中心に結成された。専属シンガーを付け、渋谷のジャズ喫茶を中心に活動した。1959年6月には、来日したジーン・ヴィンセントの地方巡演のツアーバンドに選ばれる程までに音楽性を高めた。1959年9月、一旦解散するが、彼らの支持者だった鹿内タカシによって再興され、1960年4月に新メンバーで再スタートした。当初は鹿内タカシをメインに中尾ミエ、伊東ゆかり、園まり、こまどり姉妹、尾藤イサオ、アイ・ジョージら、多数の歌手のバックバンドとしてコンサートやスタジオ・レコーディングをこなし「日本一の伴奏グループ」を目指していた。フジテレビの「ザ・ヒットパレード」出演を機に注目を集めるようになり、1965年にはザ・ピーナッツのバックで第16回NHK紅白歌合戦に出演を果たす。
1961年に小田啓義が加入するが1年で「田代久勝とウエスタンキャラバン」に移籍。
1962年に大橋の引退により高橋健二が加入。
1963年からはジャッキー吉川がリーダーになり（ジャッキー吉川を参照）、高橋が脱退し、ベーシストが江藤勲に交代。また井上忠夫が加入。
1964年に小田が復帰し、三原綱木も加入。
1965年に江藤が脱退し、高橋が復帰したことにより、グループ・サウンズ全盛時代を築くメンバーがほぼ揃った。
地方公演で電車に降り損ねた尾藤イサオの代役で唄ったのをきっかけにグループ・サウンズとしての活動が始まったとされていたが、小田の証言で「バックバンドとしての紅白出演（1965年）に飽き足らなくなった井上が、『バックバンドは所詮裏方である。僕らは唄ってこそ本物のグループになれるんだ。』とバンドの方向性を見直す進言をし、ザ・ヒットパレードのディレクターであった椙山浩一（のちの作曲家すぎやまこういち）に相談をもちかけ、CBSコロムビアからのデビューに至った。」と詳細な経緯が明らかになっている。本格的なデビューに先駆けてブルー・コメッツはマネージャー川村龍夫の助言により「デューク・エイセス」の当時のセカンド・テナー、和田昭治にコーラスの猛特訓を受ける。
1966年に日本コロムビア（レーベルは洋楽部門のCBSコロムビア）から発売された（ボーカル入りの楽曲としては）デビュー曲となる英語盤の青い瞳「Blue Eyes」が10万枚、日本語盤の「青い瞳」が50万枚のヒットになった。日本コロムビアは家電・音響機器部門（現：デノンコンシューマーマーケティング〈ディーアンドエムホールディングス〉）の業績悪化で当時5億円の借金を抱えていたが、ブルー・コメッツの偉業で窮地を脱した。66年には彼らは、ザ・ドリフターズや内田裕也らとともにビートルズの日本公演の前座として出演。その際彼らはビートルズよりやや低めの位置に設けられたステージで井上忠夫作曲のビートルズ讃歌「ウェルカム・ビートルズ」を演奏した。ビートルズのメロディーやハーモニーを重視した曲作りは彼らを経て日本独特のグループサウンズへと受け継がれた。その後も「青い渚」「何処へ」など順調にヒットを連ねていき、1967年に発売された「ブルー・シャトウ」は自身最大の150万枚の大ヒットを記録し、この年の第9回日本レコード大賞を受賞。名実ともに「日本一のグループ」になった。
「グループ・サウンズ=不良」のイメージが強かった1960年代当時、数多のグループ・サウンズの中でザ・ワイルドワンズと共にNHKへの出演が許され、NHK紅白歌合戦に第17回（1966年）から3回連続（前年のザ・ピーナッツのバックを含めれば4回連続）で出場した。これはまず何より、他のグループ・サウンズよりも圧倒的に音楽的水準が高かったことである。全てのメンバーは読譜力に優れ、作編曲ができ、卓越した楽器演奏とアンサンブル、緻密なコーラス・ワークで、あらゆるジャンルを高い完成度で演奏できるバンドだった。
NHK紅白歌合戦に出演できた理由は、外見が短髪でスーツ姿＝銀行員風のサラリーマンに見えることが、評価されたからでもある。（「ジジコメ」というあだ名すらついたこともある。）もっとも、メンバーにしてみれば、長髪が似合わなかったから短髪にしていただけで、NHKへの出演を意図していたものではなかった。逆にコンサートなどでかつらを被って長髪を試したところファンに不評だった（ただし、70年代に入ると三原やジャッキー吉川が髪を伸ばすようになっている）。ビジュアルイメージを考えていなかったわけではなく、ショーン・コネリーが演じるジェームズ・ボンドをコンセプトに、全員が移動時にお揃いのアタッシェケースを持っていた（デビュー曲が「サンダーボール」のカバーだったことからもその姿勢が窺える）。
1967年美空ひばりの希望で「真赤な太陽」のレコーディングに参加。音楽的能力を高く評価され、その後たびたび共演する。

1968年にはエド・サリヴァン・ショーに出演のため渡米→。このときに演奏したのはイントロに琴の音をフィーチャーした、編曲を変えた「ブルー・シャトウ」だった。欧米のロックやポップスに圧倒された井上忠夫は、帰国後すぐにグループの解散を打ち出すつもりだったが周囲の反対により断念、自らの活動を見直すことによって「脱GS宣言」を出す。同年発売されたムード歌謡的な傾向が強いシングル「さよならのあとで」がヒット。その後しばらくはムード歌謡路線が続くも、1971年の「雨の賛美歌」から原点回帰を見せつつ、独自のサウンドを展開して曲を次々と発表した。
またこの年に発売したカバーアルバム「G.S.R.」では、バート・バカラック風のアレンジの曲に挑戦するなどしたものの、依然として「グループサウンズ」として見られ続けたことが大きな足枷となり、1969年以降はレコードの売り上げと人気は徐々に下がり、他のGSバンドの解散が続く中でも活動を続けたが、巻き返しはならず1972年末を以てコロムビアが契約を打ち切り、井上・高橋・三原の3人が脱退し、新メンバーが加入、これに伴い1973年1月にビクター音楽産業（現：ビクターエンタテインメント〈二代目〉）へ移籍し、同年3月に移籍後初となるオリジナルアルバム「ブルー・コメッツの素晴らしき音の殿堂」をリリースした（GSとしてのブルー・コメッツの終焉でもあり、GSブームを支えた有名グループは既に早期解散していたことから「最後のGS解散」＝遅すぎた解散と報道された）。なお、星勝らのモップスは、この後もバンド活動を継続した。1977年にもメンバーチェンジし、1984年には小田も脱退する。時代が平成に入ると「ジャッキー吉川とニューブルーコメッツ」に改称して活動している。GS時代のメンバーでも懐メロ番組に出演することが度々あったが、井上が2000年5月に自殺してしまう。2002年にGS時代のメンバーでも本格的に再結成した。バンドは、全国ツアーを展開するなど精力的に活動を続けていたが井上の死去から約20年後の2020年4月、リーダーの吉川が死去し、2021年7月には高橋も死去。これにより、存命オリジナルメンバーは小田・三原の2名を残すのみとなった。

## 使用楽器
井上忠夫（セルマー社／テナー・サクソフォン、フルート）
三原綱木（フィルモア社／ファーストマン エレキ・ギター）
高橋健二（フィルモア社／ファーストマン エレキ・ベース・ギター）
小田啓義（エーストーン社／コンボ・オルガン、ハモンド社B-3／オルガン）
ジャッキー吉川（ラディック社／ダウンビート）

## ディスコグラフィ

### シングル
1. サンダー・ボール / ミスター・キス・キス・バン・バン (1966.2.10)
  - A面：サンダー・ボール
  - 作曲：ジョン・バリー / 編曲：井上忠夫（ノンクレジット）
  - B面：ミスター・キス・キス・バン・バン
2. 青い瞳（英語）(1966.3.10) - 1981年4月にオリジナル音源のまま再発売
  - 作詞：橋本淳 / 作曲・編曲：井上忠夫
  - B面：青い彗星
3. 愛の終りに (1966.4.10)
  - 作曲：新居一芳 / 編曲：小田啓義（ノンクレジット）
  - B面：バラ色のドレス
4. 青い瞳（日本語）(1966.7.10)
  - 作詞：橋本淳 / 作曲・編曲：井上忠夫
  - B面：マリナによせて
5. 青い渚 (1966.9.1)
  - 作詞：橋本淳 / 作曲・編曲：井上忠夫
  - B面：星に祈りを
6. ジングル・ベル (1966.11.1)
  - 作曲：J.Pierpont / 編曲：井上忠夫（ノンクレジット）
  - B面：ブルー・クリスマス
7. 何処へ (1966.12.5)
  - 作詞・作曲・編曲：万里村ゆき子
  - B面：センチメンタル・シティ
8. ブルー・シャトウ (1967.3.15) - 第9回日本レコード大賞受賞曲。1969年1月25日にB面をステレオ音源化された「青い瞳（日本語）」に、1976年7月にB面を「甘いお話」から後述する「マリアの泉」にそれぞれ差し替えて再発売。
  - 作詞：橋本淳 / 作曲：井上忠夫 / 編曲：森岡賢一郎
  - B面：甘いお話
9. マリアの泉 (1967.6.25)
  - 作詞：万里村ゆき子 / 作曲：井上忠夫 / 編曲：森岡賢一郎
  - B面：白い恋人
10. 北国の二人 (1967.9.15)
  - 作詞：橋本淳 / 作曲・編曲：井上忠夫
  - B面：銀色の波
11. こころの虹 (1968.1.25)
  - 作詞：橋本淳 / 作曲・編曲：井上忠夫
  - B面：すみれ色の涙（1981年に岩崎宏美がシングル曲でカバー）
12. 白鳥の歌 (1968.4.25)
  - 作詞：橋本淳 / 作曲：平尾昌晃 / 編曲：森岡賢一郎
  - B面：雨の舗道
13. 草原の輝き (1968.6.30)
  - 作詞：橋本淳 / 作曲：井上忠夫 / 編曲：筒美京平
  - B面：マイ・サマー・ガール
14. さよならのあとで (1968.10.15)
  - 作詞：橋本淳 / 作曲・編曲：筒美京平
  - B面：小さな秘密
15. 雨の赤坂 (1968.12.25)
  - 作詞：橋本淳 / 作曲：三原綱木 / 編曲：筒美京平
  - B面：黒いレースの女
16. 涙の糸 (1969.4.25)
  - 作詞：橋本淳 / 作曲・編曲：筒美京平
  - B面：ブルー・シャンソン
17. 海辺の石段 (1969.10.1)
  - 作詞：なかにし礼 / 作曲：井上忠夫 / 編曲：森岡賢一郎
  - B面：冬の嵐
18. それはキッスで始まった (1970.2.20)
  - 作詞：なかにし礼 / 作曲：井上忠夫 / 編曲：森岡賢一郎
  - B面：あじさい色の恋
19. 泣きながら恋をして (1970.7.10)
  - 作詞：なかにし礼 / 作曲：井上忠夫 / 編曲：森岡賢一郎
  - B面：悲しき玩具
20. むらさき日記 (1970.9.25)
  - 作詞：橋本淳 / 作曲：井上忠夫 / 編曲：森岡賢一郎
  - B面：だから今すぐ
21. 雨の賛美歌 (1971.1.10)
  - 作詞：なかにし礼 / 作曲：井上忠夫 / 編曲：森岡賢一郎
  - B面：運命だから
22. 津軽の海 (1971.4.25)
  - 作詞：橋本淳 / 作曲：三原綱木 / 編曲：川口真
  - B面：鏡の中で見た恋は
23. エデンの東/慕情 (1971.7.25)
  - A面：エデンの東
  - 作曲：レナード・ローゼンマン / 編曲：森岡賢一郎
  - B面：慕情
24. 生きるよろこびを (1971.8.25)
  - 作詞：橋本淳 / 作曲・編曲：筒美京平
  - B面：その時 雲は流れてた
25. 虹と雪のバラード (1971.9.10)
  - 作詞：河邨文一郎 / 作曲：村井邦彦 / 編曲：川口真
  - B面：愛の子守歌
26. 希望にみちた二人のために (1972.2.10)
  - 作詞：橋本淳 / 作曲：三原綱木 / 編曲：高田弘
  - B面：想い出の彼方に
27. 雨の朝の少女 (1972.8.10)
  - 作詞：なかにし礼 / 作曲：鈴木邦彦 / 編曲：青木望
  - B面：哀愁のパリ
28. 哀しい少女 (1973.4.30)（後述するアルバム『ブルー・コメッツの素晴らしき音の殿堂』からのシングルカット）
  - 作詞：山上路夫 / 作曲：小田啓義 / 編曲：龍崎孝路
  - B面：恋に首ったけ
29. シンデレラ (1973.7.20)（後述するアルバム『ブルー・コメッツの素晴らしき音の殿堂』からのシングルカット。本来のタイトルは「シンデレラの脚（あし）」）
  - 作詞：千家和也 / 作曲：都倉俊一 / 編曲：龍崎孝路
  - B面：緑の乙女
30. 優等生にはなりたくない (1974.1.20)
  - 作詞：千家和也 / 作曲・編曲：小田啓義
  - B面：妖精の世界
31. 雨の晩夏 (1974.9.20)
  - 作詞：林春生 / 作曲・編曲：小田啓義
  - B面：今日もひとりぼっち
32. 二人だけの天地 (1975.5.30)
  - 作詞：有馬三恵子 / 作曲・編曲：鈴木邦彦
  - B面：表通りの恋人
33. 恋の星座 (1975.11.30)
  - (V.Loo-C.Gordome-L.Wire) / 訳詞：岡田冨美子 / 編曲：萩田光雄
  - B面：ロスト・ラブ
34. ピーナッツ (1976.10.25)（1976年7月5日にDr.ドラゴン&オリエンタル・エクスプレスがシングル曲としてリリースした楽曲のボーカル入りカヴァー・ヴァージョン）
  - 作詞：橋本淳 / 作曲：Jack“Dr.Dragon“Diamond / 編曲：小田啓義
  - B面：キス・ミー
35. 北国の駅から (1977.9.30)（2002年のブルー・コメッツ再結成に伴い、タイトルを「これからは北国で」に改題）
  - 作詞・作曲：小田啓義 / 編曲：川口真
  - B面：時の流れに
36. ミッドナイト・スペシャル (1984.8.21)（同じく1984年に三浦友和もシングル曲としてリリース）
  - 作詞：ポール山際 / 作曲：朝木勇童 / 編曲：柵木ひとみ
  - B面：少女
37. ブルー・シャトウ / 青い瞳 スーパー・セレクト・シリーズ (1991.7.21)
  - 両A面CDシングル

（#1 - #27・#37：コロムビア、#28 - #36：ビクター）

### アルバム
1. グランド・ヒット・パレード（第3集）(1965.8.10)
2. クリスマスをエレキ・ギターで (1965.10.20) - 1966年11月1日にタイトルを「ブルー・コメッツのクリスマス」に改題して再発売
3. 青い瞳 / 青い渚 ブルー・コメッツ・オリジナル・ヒット集 (1966.9.10)
4. ベスト・ヒット'66 (1966.11.1)
5. ブルー・コメッツ・リサイタル (1967.2.25)
6. これぞヤング・ビート (1967.7.20)
7. ブルー・コメッツ＝オリジナル・ヒット第2集 (1967.10.25)
8. ヨーロッパのブルー・コメッツ (1968.2.25)
9. アメリカのブルー・コメッツ (1968.12.10)
10. ベスト・オブ・ブルー・コメッツ (1968.12.25)
11. ヤング・ビート・ブルー・コメッツ (1969.9.10)
12. ポピュラーヒット25年史（上巻）(1970.10.10)
13. ポピュラーヒット25年史（下巻）(1970.10.10)
14. ベスト・オブ・ブルー・コメッツVol.2 (1970.12.10)
15. スター・ダブル・デラックス / ジャッキー吉川とブルー・コメッツ (1971.10.25)
16. G.S.R. (1971.12.25)
17. ラヴ・サウンド / ブルー・コメッツ (1972.7.10)
18. ブルー・コメッツの素晴らしき音の殿堂 (1973.3.25)
19. ブルー・コメッツの素晴らしきオリジナル・サウンド（1974.7.25）
20. ゴールデン・スター・ワイド・デラックス / ジャッキー吉川とブルー・コメッツ (1975.10.25)
21. ディスコ大作戦 (1976.9.5) - 小林克也がDJとして参加。
22. ジャッキー吉川とブルー・コメッツ・ベスト (1981.10.25)
23. THE TALES OF BLUE COMETS PAST MASTERS 1965-1972 (2000.9.21)
24. THE TALES OF BLUE COMETS PAST MASTERS BOX 1965-1972 (2000.11.28)
25. ブルー・コメッツ フォーエバー (2002.10.20)
26. ジャッキー吉川とブルーコメッツ ベストセレクション(2003.06.01)
27. ジャッキー吉川とブルー・コメッツ ゴールデン☆ベスト (2009.2.18) - 2019年2月20日にUHQCD盤として再発売。
28. ジャッキー吉川とブルー・コメッツ ゴールデン☆ベスト コロムビア・イヤーズ (1966～1972) (2017.7.26)
29. ブルーコメッツ大作戦～ライブ1976(2025.02.19) - ビクター時代のメンバーによる未発表音源を初CD化[6]

（#1 - #17・#20・#23 - #24・#27 - #28 ：コロムビア、#18 - #19・#21：ビクター、#25：インディーズ、#26：渡辺音楽出版、#29：インディーズ）

## NHK紅白歌合戦出場歴
| 年度/放送回               | 曲目             | 対戦相手           |
| ------------------------- | ---------------- | ------------------ |
| 1966年（昭和41年）/第17回 | 青い瞳           | ザ・ピーナッツ     |
| 1967年（昭和42年）/第18回 | ブルー・シャトウ | 金井克子           |
| 1968年（昭和43年）/第19回 | 草原の輝き       | ピンキーとキラーズ |

## NHKみんなのうた出演歴
| 放送年月                      | 曲目         | 再放送                                                                     |
| ----------------------------- | ------------ | -------------------------------------------------------------------------- |
| 1968年（昭和43年）10月 - 11月 | ぶたが逃げた | 1969年（昭和44年）1月2日 1969年（昭和44年）2月 - 3月 2021年（令和3年）12月 |

- 番組では「ブルー・コメッツ」名義。
- 「1969年1月2日」再放送は『特集みんなのうた』内。
- 2021年再放送はラジオのみ。

## 主な出演

### テレビ番組
- ザ・ヒットパレード（1966年 フジテレビ）
- ヤマハヤングジャンボリー（1966年 - 1968年 TBSテレビ）
- 第17回NHK紅白歌合戦（1966年 NHK総合）
- 第9回輝く!日本レコード大賞（1967年 TBSテレビ）
- 第18回NHK紅白歌合戦（1967年 NHK総合）
- 若さで歌おう ヤアヤアヤング!（1967年 フジテレビ）
- 新春かくし芸大会（1968年 フジテレビ）
- エド・サリヴァン・ショー（1968年 アメリカ CBS）
- 歌のグランド・ショー（1968年 NHK総合）
- あなたが選ぶスター紅白歌合戦（1968年 NET）
- 第19回NHK紅白歌合戦（1968年 NHK総合）
- シャボン玉ホリデー（1968年 - 1972年 日本テレビ）
- TBS歌のグランプリ（1969年 TBSテレビ）
- 夜のヒットスタジオ（1969年 フジテレビ）
- NTV紅白歌のベストテン（1970年 日本テレビ）
- 第19回思い出のメロディー（1987年 NHK総合・BS2）
- ヒットパレード90's（1991年 フジテレビ）
- 関口宏のサンデーモーニング新春スペシャル'95（1995年1月3日 TBS）
- 第32回思い出のメロディー（2000年 NHK総合・BS2）
- 20世紀 ! 名曲黄金時代スペシャル 〜井上忠夫音楽葬〜（2000年 TBSテレビ）
- BS永遠の音楽 グループサウンズ大全集（2007年 - 2009年 BS2）
- 名曲ベストヒット歌謡（2013年 テレビ東京）
- NHK歌謡コンサート（2015年5月19日、 NHK総合）※郷ひろみと共演
- 木曜8時のコンサート〜名曲!にっぽんの歌〜（2015年 テレビ東京）
- 第48回思い出のメロディー（2016年8月27日、NHK総合）※ GSスペシャルコーナー
- 宮本隆治の歌謡ポップス☆一番星（2017年11月17日、歌謡ポップスチャンネル）※ジャッキ吉川とブルー・コメッツ特集

### ドラマ
- 何処へ 最終話「アレ、どこへ」（1967年 日本テレビ）

### 映画
- 二人の銀座（1967年 日活）
- クレージー黄金作戦（1967年 東宝）
- 年ごろ（1968年 東宝）

### その他
- 日劇ウエスタンカーニバル